# Jimmy Vérove
Pour les articles homonymes, voir Vérove.
Jimmy Vérove, né à Gravelines (Nord) le 24 septembre 1970, est un joueur français de basket-ball, champion d'Europe 1993 avec le CSP limoges, devenu entraîneur. Pendant sa carrière de joueur, il évolue au poste d'ailier.

## Biographie
Il est le fils de Yves-Marie Vérove, ancien joueur et entraîneur de basket-ball, qui a évolué dans le club de l'AS Berck, avec lequel il est champion de France durant deux saisons consécutives, en 1973 et 1974. Il est champion d'Europe en 1993 avec le CSP Limoges, club avec lequel il participe à de nombreuses campagnes européennes.
Son frère Franck Vérove est également un ancien joueur de basket-ball, et actuellement entraineur au Brest Basket 29. Son fils, Jammy Vérove, joue actuellement en espoirs au CSP Limoges.
Il est BE1 et BE2 complet et stagiaire IFDIS (préparateur physique).
Il prend en main le banc du Cavigal Nice Basket 06 à compter de la saison LFB 2017-2018, mais démissionne en février 2018 sur un bilan de 3 succès pour 13 défaites et laisse la place à son adjoint Wani Muganguzi. Dans la foulée, il devient assistant de l'entraîneur Laurent Vila à l'Élan Béarnais Pau-Orthez en LNB.

## Clubs

### Joueur
- 1988-1990 :  Cercle Saint-Pierre de Limoges (N 1 A)
- 1990-1991 :  ASVEL Lyon-Villeurbanne (N 1 A)
- 1991-1992 :  FC Mulhouse Basket (N 1 A)
- 1992-1995 :  Cercle Saint-Pierre de Limoges (Pro A)
- 1995-1996 :  Jet Service Lyon Basket (Pro A)
- 1996-1997 :  Jeanne d'Arc Dijon Bourgogne (Pro A)
- 1997-1998 :  Étendard de Brest (Pro B)
- 1998-1999 :  Basket Club Maritime Gravelines Dunkerque Grand Littoral (Pro A)
- 1999-2000 :  Besançon Basket Comté Doubs (Pro A)
- 2000-2009 :  Étendard de Brest (Pro B et Pro A)
- 2009-2010 :  Elorn Olympique Landerneau (Nationale 3)
- 2010-2011 :  ABBR Berck Opale Sud (Nationale 3)
- 2011-2013 :  ABBR Berck Opale Sud (Nationale 2)
- 2013-2014 :  Brest Basket 29 (Nationale 3)
- 2014-2015 :  BCD Saint-Denis (Ile de la Réunion)
- 2015-2017 :  Cercle Saint-Pierre de Limoges (2ème équipe, Nationale 3)

### Entraîneur
- 2017-2018 :  Cavigal Nice Basket 06 (LFB)
- 2018 - 2023 :  Élan béarnais Pau-Lacq-Orthez (Jeep Élite, adjoint)

### Clubs
- Champion d'Europe en 1993 avec Limoges[4]
- Champion de France Pro A en 1988 et 1989, 1993 et 1994 avec Limoges
- Vainqueur de la coupe Robert Busnel (joueur) en 1988 et 1989 et 1994 et 1995 avec Limoges
- Vainqueur de la coupe Robert Busnel (A-coach) en 2022 avec Élan béarnais Pau-Lacq-Orthez
- Champion de France de Pro B en 2005 avec Brest
- Meilleur joueur Français (MVP) de Pro B en 1998 avec Brest
- Champion de France de Nationale 3 en 2011 avec Berck
- Champion de France de Nationale 3 en 2014 avec Brest
- Vainqueur de la coupe de Bretagne en 2014 avec Brest
- Vainqueur de la coupe de la Réunion en 2015 avec le BCD Saint Denis
- Vainqueur Championnat du Limousin Prénational 2017 avec Limoges CSP Association
- Vainqueur de la Coupe du Limousin 2017 avec Limoges CSP Association

### Sélections
- Médaille de bronze du championnat d'Europe Espoirs 1992
- Médaille de bronze aux championnats du monde en Chine 1992
- Médaille de bronze aux Jeux Méditerranéens 1991 A'
- Médaille de bronze aux Jeux Méditerranéens 1993 A